# Ганнеман, Кнуд Харальд
Кнуд Харальд Ганнеман (16 февраля 1903, Раннерс — 1 мая 1981, Копенгаген) — датский шахматный композитор; международный мастер (1973). Автор ряда открытий в области задачной композиции: задачи на многократное превращение пешек, взятие на проходе, рокировку, ретроанализ и так далее. Инженер-химик. С 1914 года опубликовал свыше 750 задач различных жанров.

## Задачи
|   | a | b | c | d | e | f | g | h |   |
| - | --- | --- | --- | --- | --- | --- | --- | --- | - |
| 8 | a8 чёрный слон · b8 чёрный король · c8 белый конь · h8 белая ладья · b7 чёрный конь · c7 чёрный конь · g7 белая пешка · a6 чёрная пешка · b6 белая ладья · e6 белая пешка · f6 чёрная пешка · a5 чёрная пешка · a4 белый король · f4 белый слон · b3 белая пешка | a8 чёрный слон · b8 чёрный король · c8 белый конь · h8 белая ладья · b7 чёрный конь · c7 чёрный конь · g7 белая пешка · a6 чёрная пешка · b6 белая ладья · e6 белая пешка · f6 чёрная пешка · a5 чёрная пешка · a4 белый король · f4 белый слон · b3 белая пешка | a8 чёрный слон · b8 чёрный король · c8 белый конь · h8 белая ладья · b7 чёрный конь · c7 чёрный конь · g7 белая пешка · a6 чёрная пешка · b6 белая ладья · e6 белая пешка · f6 чёрная пешка · a5 чёрная пешка · a4 белый король · f4 белый слон · b3 белая пешка | a8 чёрный слон · b8 чёрный король · c8 белый конь · h8 белая ладья · b7 чёрный конь · c7 чёрный конь · g7 белая пешка · a6 чёрная пешка · b6 белая ладья · e6 белая пешка · f6 чёрная пешка · a5 чёрная пешка · a4 белый король · f4 белый слон · b3 белая пешка | a8 чёрный слон · b8 чёрный король · c8 белый конь · h8 белая ладья · b7 чёрный конь · c7 чёрный конь · g7 белая пешка · a6 чёрная пешка · b6 белая ладья · e6 белая пешка · f6 чёрная пешка · a5 чёрная пешка · a4 белый король · f4 белый слон · b3 белая пешка | a8 чёрный слон · b8 чёрный король · c8 белый конь · h8 белая ладья · b7 чёрный конь · c7 чёрный конь · g7 белая пешка · a6 чёрная пешка · b6 белая ладья · e6 белая пешка · f6 чёрная пешка · a5 чёрная пешка · a4 белый король · f4 белый слон · b3 белая пешка | a8 чёрный слон · b8 чёрный король · c8 белый конь · h8 белая ладья · b7 чёрный конь · c7 чёрный конь · g7 белая пешка · a6 чёрная пешка · b6 белая ладья · e6 белая пешка · f6 чёрная пешка · a5 чёрная пешка · a4 белый король · f4 белый слон · b3 белая пешка | a8 чёрный слон · b8 чёрный король · c8 белый конь · h8 белая ладья · b7 чёрный конь · c7 чёрный конь · g7 белая пешка · a6 чёрная пешка · b6 белая ладья · e6 белая пешка · f6 чёрная пешка · a5 чёрная пешка · a4 белый король · f4 белый слон · b3 белая пешка | 8 |
| 7 | a8 чёрный слон · b8 чёрный король · c8 белый конь · h8 белая ладья · b7 чёрный конь · c7 чёрный конь · g7 белая пешка · a6 чёрная пешка · b6 белая ладья · e6 белая пешка · f6 чёрная пешка · a5 чёрная пешка · a4 белый король · f4 белый слон · b3 белая пешка | a8 чёрный слон · b8 чёрный король · c8 белый конь · h8 белая ладья · b7 чёрный конь · c7 чёрный конь · g7 белая пешка · a6 чёрная пешка · b6 белая ладья · e6 белая пешка · f6 чёрная пешка · a5 чёрная пешка · a4 белый король · f4 белый слон · b3 белая пешка | a8 чёрный слон · b8 чёрный король · c8 белый конь · h8 белая ладья · b7 чёрный конь · c7 чёрный конь · g7 белая пешка · a6 чёрная пешка · b6 белая ладья · e6 белая пешка · f6 чёрная пешка · a5 чёрная пешка · a4 белый король · f4 белый слон · b3 белая пешка | a8 чёрный слон · b8 чёрный король · c8 белый конь · h8 белая ладья · b7 чёрный конь · c7 чёрный конь · g7 белая пешка · a6 чёрная пешка · b6 белая ладья · e6 белая пешка · f6 чёрная пешка · a5 чёрная пешка · a4 белый король · f4 белый слон · b3 белая пешка | a8 чёрный слон · b8 чёрный король · c8 белый конь · h8 белая ладья · b7 чёрный конь · c7 чёрный конь · g7 белая пешка · a6 чёрная пешка · b6 белая ладья · e6 белая пешка · f6 чёрная пешка · a5 чёрная пешка · a4 белый король · f4 белый слон · b3 белая пешка | a8 чёрный слон · b8 чёрный король · c8 белый конь · h8 белая ладья · b7 чёрный конь · c7 чёрный конь · g7 белая пешка · a6 чёрная пешка · b6 белая ладья · e6 белая пешка · f6 чёрная пешка · a5 чёрная пешка · a4 белый король · f4 белый слон · b3 белая пешка | a8 чёрный слон · b8 чёрный король · c8 белый конь · h8 белая ладья · b7 чёрный конь · c7 чёрный конь · g7 белая пешка · a6 чёрная пешка · b6 белая ладья · e6 белая пешка · f6 чёрная пешка · a5 чёрная пешка · a4 белый король · f4 белый слон · b3 белая пешка | a8 чёрный слон · b8 чёрный король · c8 белый конь · h8 белая ладья · b7 чёрный конь · c7 чёрный конь · g7 белая пешка · a6 чёрная пешка · b6 белая ладья · e6 белая пешка · f6 чёрная пешка · a5 чёрная пешка · a4 белый король · f4 белый слон · b3 белая пешка | 7 |
| 6 | a8 чёрный слон · b8 чёрный король · c8 белый конь · h8 белая ладья · b7 чёрный конь · c7 чёрный конь · g7 белая пешка · a6 чёрная пешка · b6 белая ладья · e6 белая пешка · f6 чёрная пешка · a5 чёрная пешка · a4 белый король · f4 белый слон · b3 белая пешка | a8 чёрный слон · b8 чёрный король · c8 белый конь · h8 белая ладья · b7 чёрный конь · c7 чёрный конь · g7 белая пешка · a6 чёрная пешка · b6 белая ладья · e6 белая пешка · f6 чёрная пешка · a5 чёрная пешка · a4 белый король · f4 белый слон · b3 белая пешка | a8 чёрный слон · b8 чёрный король · c8 белый конь · h8 белая ладья · b7 чёрный конь · c7 чёрный конь · g7 белая пешка · a6 чёрная пешка · b6 белая ладья · e6 белая пешка · f6 чёрная пешка · a5 чёрная пешка · a4 белый король · f4 белый слон · b3 белая пешка | a8 чёрный слон · b8 чёрный король · c8 белый конь · h8 белая ладья · b7 чёрный конь · c7 чёрный конь · g7 белая пешка · a6 чёрная пешка · b6 белая ладья · e6 белая пешка · f6 чёрная пешка · a5 чёрная пешка · a4 белый король · f4 белый слон · b3 белая пешка | a8 чёрный слон · b8 чёрный король · c8 белый конь · h8 белая ладья · b7 чёрный конь · c7 чёрный конь · g7 белая пешка · a6 чёрная пешка · b6 белая ладья · e6 белая пешка · f6 чёрная пешка · a5 чёрная пешка · a4 белый король · f4 белый слон · b3 белая пешка | a8 чёрный слон · b8 чёрный король · c8 белый конь · h8 белая ладья · b7 чёрный конь · c7 чёрный конь · g7 белая пешка · a6 чёрная пешка · b6 белая ладья · e6 белая пешка · f6 чёрная пешка · a5 чёрная пешка · a4 белый король · f4 белый слон · b3 белая пешка | a8 чёрный слон · b8 чёрный король · c8 белый конь · h8 белая ладья · b7 чёрный конь · c7 чёрный конь · g7 белая пешка · a6 чёрная пешка · b6 белая ладья · e6 белая пешка · f6 чёрная пешка · a5 чёрная пешка · a4 белый король · f4 белый слон · b3 белая пешка | a8 чёрный слон · b8 чёрный король · c8 белый конь · h8 белая ладья · b7 чёрный конь · c7 чёрный конь · g7 белая пешка · a6 чёрная пешка · b6 белая ладья · e6 белая пешка · f6 чёрная пешка · a5 чёрная пешка · a4 белый король · f4 белый слон · b3 белая пешка | 6 |
| 5 | a8 чёрный слон · b8 чёрный король · c8 белый конь · h8 белая ладья · b7 чёрный конь · c7 чёрный конь · g7 белая пешка · a6 чёрная пешка · b6 белая ладья · e6 белая пешка · f6 чёрная пешка · a5 чёрная пешка · a4 белый король · f4 белый слон · b3 белая пешка | a8 чёрный слон · b8 чёрный король · c8 белый конь · h8 белая ладья · b7 чёрный конь · c7 чёрный конь · g7 белая пешка · a6 чёрная пешка · b6 белая ладья · e6 белая пешка · f6 чёрная пешка · a5 чёрная пешка · a4 белый король · f4 белый слон · b3 белая пешка | a8 чёрный слон · b8 чёрный король · c8 белый конь · h8 белая ладья · b7 чёрный конь · c7 чёрный конь · g7 белая пешка · a6 чёрная пешка · b6 белая ладья · e6 белая пешка · f6 чёрная пешка · a5 чёрная пешка · a4 белый король · f4 белый слон · b3 белая пешка | a8 чёрный слон · b8 чёрный король · c8 белый конь · h8 белая ладья · b7 чёрный конь · c7 чёрный конь · g7 белая пешка · a6 чёрная пешка · b6 белая ладья · e6 белая пешка · f6 чёрная пешка · a5 чёрная пешка · a4 белый король · f4 белый слон · b3 белая пешка | a8 чёрный слон · b8 чёрный король · c8 белый конь · h8 белая ладья · b7 чёрный конь · c7 чёрный конь · g7 белая пешка · a6 чёрная пешка · b6 белая ладья · e6 белая пешка · f6 чёрная пешка · a5 чёрная пешка · a4 белый король · f4 белый слон · b3 белая пешка | a8 чёрный слон · b8 чёрный король · c8 белый конь · h8 белая ладья · b7 чёрный конь · c7 чёрный конь · g7 белая пешка · a6 чёрная пешка · b6 белая ладья · e6 белая пешка · f6 чёрная пешка · a5 чёрная пешка · a4 белый король · f4 белый слон · b3 белая пешка | a8 чёрный слон · b8 чёрный король · c8 белый конь · h8 белая ладья · b7 чёрный конь · c7 чёрный конь · g7 белая пешка · a6 чёрная пешка · b6 белая ладья · e6 белая пешка · f6 чёрная пешка · a5 чёрная пешка · a4 белый король · f4 белый слон · b3 белая пешка | a8 чёрный слон · b8 чёрный король · c8 белый конь · h8 белая ладья · b7 чёрный конь · c7 чёрный конь · g7 белая пешка · a6 чёрная пешка · b6 белая ладья · e6 белая пешка · f6 чёрная пешка · a5 чёрная пешка · a4 белый король · f4 белый слон · b3 белая пешка | 5 |
| 4 | a8 чёрный слон · b8 чёрный король · c8 белый конь · h8 белая ладья · b7 чёрный конь · c7 чёрный конь · g7 белая пешка · a6 чёрная пешка · b6 белая ладья · e6 белая пешка · f6 чёрная пешка · a5 чёрная пешка · a4 белый король · f4 белый слон · b3 белая пешка | a8 чёрный слон · b8 чёрный король · c8 белый конь · h8 белая ладья · b7 чёрный конь · c7 чёрный конь · g7 белая пешка · a6 чёрная пешка · b6 белая ладья · e6 белая пешка · f6 чёрная пешка · a5 чёрная пешка · a4 белый король · f4 белый слон · b3 белая пешка | a8 чёрный слон · b8 чёрный король · c8 белый конь · h8 белая ладья · b7 чёрный конь · c7 чёрный конь · g7 белая пешка · a6 чёрная пешка · b6 белая ладья · e6 белая пешка · f6 чёрная пешка · a5 чёрная пешка · a4 белый король · f4 белый слон · b3 белая пешка | a8 чёрный слон · b8 чёрный король · c8 белый конь · h8 белая ладья · b7 чёрный конь · c7 чёрный конь · g7 белая пешка · a6 чёрная пешка · b6 белая ладья · e6 белая пешка · f6 чёрная пешка · a5 чёрная пешка · a4 белый король · f4 белый слон · b3 белая пешка | a8 чёрный слон · b8 чёрный король · c8 белый конь · h8 белая ладья · b7 чёрный конь · c7 чёрный конь · g7 белая пешка · a6 чёрная пешка · b6 белая ладья · e6 белая пешка · f6 чёрная пешка · a5 чёрная пешка · a4 белый король · f4 белый слон · b3 белая пешка | a8 чёрный слон · b8 чёрный король · c8 белый конь · h8 белая ладья · b7 чёрный конь · c7 чёрный конь · g7 белая пешка · a6 чёрная пешка · b6 белая ладья · e6 белая пешка · f6 чёрная пешка · a5 чёрная пешка · a4 белый король · f4 белый слон · b3 белая пешка | a8 чёрный слон · b8 чёрный король · c8 белый конь · h8 белая ладья · b7 чёрный конь · c7 чёрный конь · g7 белая пешка · a6 чёрная пешка · b6 белая ладья · e6 белая пешка · f6 чёрная пешка · a5 чёрная пешка · a4 белый король · f4 белый слон · b3 белая пешка | a8 чёрный слон · b8 чёрный король · c8 белый конь · h8 белая ладья · b7 чёрный конь · c7 чёрный конь · g7 белая пешка · a6 чёрная пешка · b6 белая ладья · e6 белая пешка · f6 чёрная пешка · a5 чёрная пешка · a4 белый король · f4 белый слон · b3 белая пешка | 4 |
| 3 | a8 чёрный слон · b8 чёрный король · c8 белый конь · h8 белая ладья · b7 чёрный конь · c7 чёрный конь · g7 белая пешка · a6 чёрная пешка · b6 белая ладья · e6 белая пешка · f6 чёрная пешка · a5 чёрная пешка · a4 белый король · f4 белый слон · b3 белая пешка | a8 чёрный слон · b8 чёрный король · c8 белый конь · h8 белая ладья · b7 чёрный конь · c7 чёрный конь · g7 белая пешка · a6 чёрная пешка · b6 белая ладья · e6 белая пешка · f6 чёрная пешка · a5 чёрная пешка · a4 белый король · f4 белый слон · b3 белая пешка | a8 чёрный слон · b8 чёрный король · c8 белый конь · h8 белая ладья · b7 чёрный конь · c7 чёрный конь · g7 белая пешка · a6 чёрная пешка · b6 белая ладья · e6 белая пешка · f6 чёрная пешка · a5 чёрная пешка · a4 белый король · f4 белый слон · b3 белая пешка | a8 чёрный слон · b8 чёрный король · c8 белый конь · h8 белая ладья · b7 чёрный конь · c7 чёрный конь · g7 белая пешка · a6 чёрная пешка · b6 белая ладья · e6 белая пешка · f6 чёрная пешка · a5 чёрная пешка · a4 белый король · f4 белый слон · b3 белая пешка | a8 чёрный слон · b8 чёрный король · c8 белый конь · h8 белая ладья · b7 чёрный конь · c7 чёрный конь · g7 белая пешка · a6 чёрная пешка · b6 белая ладья · e6 белая пешка · f6 чёрная пешка · a5 чёрная пешка · a4 белый король · f4 белый слон · b3 белая пешка | a8 чёрный слон · b8 чёрный король · c8 белый конь · h8 белая ладья · b7 чёрный конь · c7 чёрный конь · g7 белая пешка · a6 чёрная пешка · b6 белая ладья · e6 белая пешка · f6 чёрная пешка · a5 чёрная пешка · a4 белый король · f4 белый слон · b3 белая пешка | a8 чёрный слон · b8 чёрный король · c8 белый конь · h8 белая ладья · b7 чёрный конь · c7 чёрный конь · g7 белая пешка · a6 чёрная пешка · b6 белая ладья · e6 белая пешка · f6 чёрная пешка · a5 чёрная пешка · a4 белый король · f4 белый слон · b3 белая пешка | a8 чёрный слон · b8 чёрный король · c8 белый конь · h8 белая ладья · b7 чёрный конь · c7 чёрный конь · g7 белая пешка · a6 чёрная пешка · b6 белая ладья · e6 белая пешка · f6 чёрная пешка · a5 чёрная пешка · a4 белый король · f4 белый слон · b3 белая пешка | 3 |
| 2 | a8 чёрный слон · b8 чёрный король · c8 белый конь · h8 белая ладья · b7 чёрный конь · c7 чёрный конь · g7 белая пешка · a6 чёрная пешка · b6 белая ладья · e6 белая пешка · f6 чёрная пешка · a5 чёрная пешка · a4 белый король · f4 белый слон · b3 белая пешка | a8 чёрный слон · b8 чёрный король · c8 белый конь · h8 белая ладья · b7 чёрный конь · c7 чёрный конь · g7 белая пешка · a6 чёрная пешка · b6 белая ладья · e6 белая пешка · f6 чёрная пешка · a5 чёрная пешка · a4 белый король · f4 белый слон · b3 белая пешка | a8 чёрный слон · b8 чёрный король · c8 белый конь · h8 белая ладья · b7 чёрный конь · c7 чёрный конь · g7 белая пешка · a6 чёрная пешка · b6 белая ладья · e6 белая пешка · f6 чёрная пешка · a5 чёрная пешка · a4 белый король · f4 белый слон · b3 белая пешка | a8 чёрный слон · b8 чёрный король · c8 белый конь · h8 белая ладья · b7 чёрный конь · c7 чёрный конь · g7 белая пешка · a6 чёрная пешка · b6 белая ладья · e6 белая пешка · f6 чёрная пешка · a5 чёрная пешка · a4 белый король · f4 белый слон · b3 белая пешка | a8 чёрный слон · b8 чёрный король · c8 белый конь · h8 белая ладья · b7 чёрный конь · c7 чёрный конь · g7 белая пешка · a6 чёрная пешка · b6 белая ладья · e6 белая пешка · f6 чёрная пешка · a5 чёрная пешка · a4 белый король · f4 белый слон · b3 белая пешка | a8 чёрный слон · b8 чёрный король · c8 белый конь · h8 белая ладья · b7 чёрный конь · c7 чёрный конь · g7 белая пешка · a6 чёрная пешка · b6 белая ладья · e6 белая пешка · f6 чёрная пешка · a5 чёрная пешка · a4 белый король · f4 белый слон · b3 белая пешка | a8 чёрный слон · b8 чёрный король · c8 белый конь · h8 белая ладья · b7 чёрный конь · c7 чёрный конь · g7 белая пешка · a6 чёрная пешка · b6 белая ладья · e6 белая пешка · f6 чёрная пешка · a5 чёрная пешка · a4 белый король · f4 белый слон · b3 белая пешка | a8 чёрный слон · b8 чёрный король · c8 белый конь · h8 белая ладья · b7 чёрный конь · c7 чёрный конь · g7 белая пешка · a6 чёрная пешка · b6 белая ладья · e6 белая пешка · f6 чёрная пешка · a5 чёрная пешка · a4 белый король · f4 белый слон · b3 белая пешка | 2 |
| 1 | a8 чёрный слон · b8 чёрный король · c8 белый конь · h8 белая ладья · b7 чёрный конь · c7 чёрный конь · g7 белая пешка · a6 чёрная пешка · b6 белая ладья · e6 белая пешка · f6 чёрная пешка · a5 чёрная пешка · a4 белый король · f4 белый слон · b3 белая пешка | a8 чёрный слон · b8 чёрный король · c8 белый конь · h8 белая ладья · b7 чёрный конь · c7 чёрный конь · g7 белая пешка · a6 чёрная пешка · b6 белая ладья · e6 белая пешка · f6 чёрная пешка · a5 чёрная пешка · a4 белый король · f4 белый слон · b3 белая пешка | a8 чёрный слон · b8 чёрный король · c8 белый конь · h8 белая ладья · b7 чёрный конь · c7 чёрный конь · g7 белая пешка · a6 чёрная пешка · b6 белая ладья · e6 белая пешка · f6 чёрная пешка · a5 чёрная пешка · a4 белый король · f4 белый слон · b3 белая пешка | a8 чёрный слон · b8 чёрный король · c8 белый конь · h8 белая ладья · b7 чёрный конь · c7 чёрный конь · g7 белая пешка · a6 чёрная пешка · b6 белая ладья · e6 белая пешка · f6 чёрная пешка · a5 чёрная пешка · a4 белый король · f4 белый слон · b3 белая пешка | a8 чёрный слон · b8 чёрный король · c8 белый конь · h8 белая ладья · b7 чёрный конь · c7 чёрный конь · g7 белая пешка · a6 чёрная пешка · b6 белая ладья · e6 белая пешка · f6 чёрная пешка · a5 чёрная пешка · a4 белый король · f4 белый слон · b3 белая пешка | a8 чёрный слон · b8 чёрный король · c8 белый конь · h8 белая ладья · b7 чёрный конь · c7 чёрный конь · g7 белая пешка · a6 чёрная пешка · b6 белая ладья · e6 белая пешка · f6 чёрная пешка · a5 чёрная пешка · a4 белый король · f4 белый слон · b3 белая пешка | a8 чёрный слон · b8 чёрный король · c8 белый конь · h8 белая ладья · b7 чёрный конь · c7 чёрный конь · g7 белая пешка · a6 чёрная пешка · b6 белая ладья · e6 белая пешка · f6 чёрная пешка · a5 чёрная пешка · a4 белый король · f4 белый слон · b3 белая пешка | a8 чёрный слон · b8 чёрный король · c8 белый конь · h8 белая ладья · b7 чёрный конь · c7 чёрный конь · g7 белая пешка · a6 чёрная пешка · b6 белая ладья · e6 белая пешка · f6 чёрная пешка · a5 чёрная пешка · a4 белый король · f4 белый слон · b3 белая пешка | 1 |
|   | a | b | c | d | e | f | g | h |   |

В начальной позиции на 1. … f5 следует 2.g8K! Кр: с8 3.Ке7Х 

Решает 1.е7! f5 2.g8C! Кр: с8 3.Се6Х 

После 1-го хода возникает новая продолженная задача: 1.е8Л! f5 2.Ле5 К~ 3. Л:КХ 

Тройное превращение пешек.